# Slow Down (Douwe Bob)
Slow Down (Rallenta) è un singolo del cantante olandese Douwe Bob, pubblicato il 5 marzo 2016 come singolo di lancio del suo terzo album Fool Bar su etichetta discografica Universal Music Netherlands. Il brano è stato scritto da Douwe Bob, Jan Peter Hoekstra, Jeroen Overman e Matthijs van Duijvenbod. Slow Down ha raggiunto la quinta posizione nella classifica dei singoli più venduti nei Paesi Bassi, ed è entrato in classifica anche in Austria, nelle Fiandre e in Svezia.
Il 20 settembre 2015 è stato confermato che Douwe Bob avrebbe rappresentato i Paesi Bassi all'Eurovision Song Contest 2016; la sua canzone, Slow Down, è stata presentata al pubblico il 4 marzo 2016, un giorno prima della sua messa in commercio. Douwe Bob si è esibito per sesto nella prima semifinale dell'Eurovision, che si è tenuta il 10 maggio a Stoccolma, e si è qualificato per la finale del 14 maggio, dove ha cantato per terzo su 26 partecipanti.
Nella semifinale Douwe è arrivato quinto su 18 partecipanti con 197 punti, risultando il quinto più televotato con 95 punti e il quinto preferito dalle giurie con altri 102 punti. Nella finale Douwe è arrivato undicesimo su 26 concorrenti totalizzando 153 punti. Di questi, 114 sono provenuti dalle giurie, per le quali è risultato l'undicesimo preferito; in Islanda ha vinto il voto della giuria. Nel televoto si è piazzato diciassettesimo con 39 punti.

## Tracce
Download digitale
1. Slow Down – 2:46

## Classifiche
| Classifica (2016) | Posizione massima |
| ----------------- | ----------------- |
| Austria           | 65                |
| Belgio (Fiandre)  | 57                |
| Paesi Bassi       | 5                 |
| Svezia            | 96                |